# 스코틀랜드의 행정수반
스코틀랜드의 행정수반(영어: First Minister of Scotland; 스코틀랜드 게일어: Prìomh Mhinistear na h-Alba; 스코트어: Heid Meinister o Scotland)은 스코틀랜드 정부를 이끄는 수반이다. 스코틀랜드 정부 각료를 구성하고 의결된 정책을 집행하며 다른 나라로부터 스코틀랜드를 대표한다. 행정수반에 오르기 위해서는 스코틀랜드 의회 의원으로부터 선출된 후 국왕에게 지명받아야 한다. 현재 행정수반은 스코틀랜드 국민당 소속의 니컬라 스터전이다.

## 목록
| 대수 | 초상   | 이름                    | 취임일           | 퇴임일           | 정당              | 선거                                       | 내각                                       |
| ---- | ------ | ----------------------- | ---------------- | ---------------- | ----------------- | ------------------------------------------ | ------------------------------------------ |
| 1    |        | 도널드 듀어 (1937-2000) | 1999년 5월 13일  | 2000년 10월 11일 | 노동당            | 1999년                                     | 듀어 내각 (노동당-자유민주당)              |
| 대행 |        | 짐 월레스 (1954-)       | 2000년 10월 11일 | 2000년 10월 26일 | 자유민주당        | 1999년                                     | 듀어 내각 (노동당-자유민주당)              |
| 2    |        | 헨리 맥리쉬 (1948-)     | 2000년 10월 26일 | 2001년 11월 8일  | 노동당            | -                                          | 맥리쉬 내각 (노동당-자유민주당)            |
| 대행 |        | 짐 월레스 (1954-)       | 2001년 11월 8일  | 2001년 11월 22일 | 자유민주당        | -                                          | 맥리쉬 내각 (노동당-자유민주당)            |
| 3    |        | 잭 맥코넬 (1960-)       | 2001년 11월 22일 | 2007년 5월 16일  | 노동당            | -                                          | 제1차 맥코넬 내각 (노동당-자유민주당)      |
| 3    | 2003년 | 잭 맥코넬 (1960-)       | 2001년 11월 22일 | 2007년 5월 16일  | 노동당            | 제2차 맥코넬 내각 (노동당-자유민주당)      |                                            |
| 4    |        | 앨릭스 새먼드 (1954-)   | 2007년 5월 16일  | 2014년 11월 19일 | 스코틀랜드 국민당 | 2007년                                     | 제1차 새먼드 내각 (스코틀랜드 국민당 소수) |
| 4    | 2011년 | 앨릭스 새먼드 (1954-)   | 2007년 5월 16일  | 2014년 11월 19일 | 스코틀랜드 국민당 | 제2차 새먼드 내각 (스코틀랜드 국민당 다수) |                                            |
| 5    |        | 니콜라 스터전 (1970-)   | 2014년 11월 20일 | 현직             | 스코틀랜드 국민당 | -                                          | 제1차 스터전 내각 (스코틀랜드 국민당)      |
| 5    | 2016년 | 니콜라 스터전 (1970-)   | 2014년 11월 20일 | 현직             | 스코틀랜드 국민당 | 제2차 스터전 내각 (스코틀랜드 국민당)      |                                            |